# Heraclia pampata
Heraclia pampata är en fjärilsart som beskrevs av Sergius G. Kiriakoff 1974. Heraclia pampata ingår i släktet Heraclia och familjen nattflyn. Inga underarter finns listade i Catalogue of Life.